# Laguna Honda, Mexiko
Laguna Honda är en ort i Mexiko.   Den ligger i kommunen Matamoros och delstaten Tamaulipas, i den östra delen av landet, 700 km norr om huvudstaden Mexico City. Laguna Honda ligger 16 meter över havet och antalet invånare är 191.
Terrängen runt Laguna Honda är mycket platt. Runt Laguna Honda är det ganska tätbefolkat, med 134 invånare per kvadratkilometer. Närmaste större samhälle är Valle Hermoso, 15,4 km väster om Laguna Honda. Trakten runt Laguna Honda består till största delen av jordbruksmark.